# Anne Bäbi Jowäger 1. Teil
Anne Bäbi Jowäger 1. Teil ist ein Heimatfilm aus dem Jahr 1960. Die Produktion aus der Reihe der Schweizer Gotthelf-Filme entstand unter der Regie von Franz Schnyder.

## Handlung
Der Emmentaler Bauernsohn Jakobli ist das einzige Kind von Hansli und der resoluten Anne Bäbi Jowäger. Als er schwer an den Pocken erkrankt, traut seine abergläubische Mutter der Medizin des Dorfarztes nicht, der auf Bitten des Pfarrers vorbeischaut, sondern glaubt vielmehr an die Hausmittel der Magd Mädi, was den Zustand nicht verbessert. Sie sucht Rat beim Vehhansli, der ihr ein Gebräu zubereitet, das Jakobli mehr schadet als nützt. Er überlebt die Krankheit geschwächt, ist aber auf einem Auge blind geworden und hat viele Narben davongetragen. Um die Zukunft ihres Sohnes besorgt, geht Anne Bäbi zur Kartenlegerin Schnupfseckli, die eine Genesung voraussagt, wenn er eine Frau findet.
Auf dem Marktplatz in Solothurn lernen sich Jakobli und die hübsche Waise Meyeli auf der Treppe der Ursenkathedrale kennen und verlieben sich ineinander. Unterdessen fädelt seine Mutter mit Hilfe von Maurer-Vreni eine Verbindung mit Lisi ein, der Tochter des Zyberlihoger-Joggi, die wie ihre ganze Familie nur auf das Geld aus ist. Jakobli weigert sich einzuwilligen. Von Schnupfseckli erfährt Anne Bäbi, dass Jakobli bereits jemanden liebt, dessen Name mit dem Buchstaben M beginnt. Die Magd Mädi sieht ihre Chance gekommen und gerät mit Lisi aneinander. In dieser Situation ermöglichen Pfarrer und Vater Hansli die Heirat zwischen Jakobli und Meyeli. Die Familie von Lisi kommt zu spät, um die Trauung zu verhindern.

## Produktion
Für die Verfilmung des zweiteiligen Romans Anne Bäbi Jowäger von Jeremias Gotthelf ging Franz Schnyder mit seiner Neuen Film AG eine Zusammenarbeit mit der Praesens-Film von Lazar Wechsler ein. Ohne Unterstützung von staatlicher Seite konnte ein Budget von 1,2 Millionen Franken aufgetrieben werden. Hans Rudolf Hubler verfasste die berndeutschen Dialoge.
Nach Aufnahme der Winterszenen dauerten die Dreharbeiten von Juni bis August 1960. Die Kulissen der Innenszenen baute Max Röthlisberger in der Chicorée-Halle in Alchenflüh bei Kirchberg und im Filmstudio Rosenhof in Zürich auf. In Burgdorf, Lützelflüh, Heimiswil, Solothurn, Egg, Würzbrunnen und Bad Bonn entstanden die Aussenaufnahmen. Gleichzeitig wurde auch die Fortsetzung Anne Bäbi Jowäger – II. Teil: Jakobli und Meyeli realisiert. Der Schauspieler Franz Matter war Regieassistent.
Die Erstaufführung im Breitwandformat fand am 21. Oktober 1960 im Berner Kino Capitol und am 27. Oktober 1960 im Zürcher Kino Urban statt. Eine zufällig aufgefundene Filmkopie ermöglichte am 2. März 1985 die erstmalige Ausstrahlung im Schweizer Fernsehen.

## Kritik
„Erster Teil einer fast dreieinhalbstündigen Verfilmung der exemplarisch angelegten Gotthelf-Romane über Glauben, Unglauben und Aberglauben, der in seiner derben Heimatlichkeit und populistischen Situationskomik nur wie ein amüsantes Vorspiel zu dem eher dunklen Drama des zweiten Teils wirkt.“